# Unipartidarismo
Unipartidarismo, sistema unipartidário ou sistema de partido único é um sistema partidário em que um único partido político é legal,  confundindo-se com o próprio Estado, sendo que legalmente não podem existir outros partidos. Às vezes o termo unipartidarismo é utilizado para descrever um sistema de partido dominante, em que existem outros partidos, mas as leis impedem a oposição de obter legalmente poder. Um regime unipartidário não deve ser confundido com uma democracia não-partidária que proíbe partidos políticos.

## Conceito
Os defensores do unipartidarismo frequentemente apelam para sentimentos: união, força e comunhão - que um governo unipartidário poderia oferecer ao Estado, argumentando que introduzir um sistema multipartidário acarreta supostamente em divisão nacional e é impróprio para o desenvolvimento econômico. Este argumento foi particularmente usado durante meados do século XX, utilizando como exemplo a União Soviética (embora a URSS, diferente de outros países, admitisse a candidatura de políticos sem partido), que tinha se transformado de uma nação atrasada e agrária em uma potência. Argumenta-se que outra vantagem é a tendência a adotar políticas de longo prazo, enquanto estados multipartidários tendem a privilegiar políticas de curto prazo, por conta das eleições periódicas.
Um contra-argumento comum é que este sistema partidário é autoritário e antidemocrático, além de poder tornar-se rígido e menos disposto a aceitar as mudanças. O unipartidarismo muitas vezes é associado com a ditadura, pois como existe apenas um partido, o poder político concentra-se neste partido, e por consequência, é fácil para ele ignorar leis anteriores ou a Constituição do Estado. O unipartidarismo não é considerado um sistema democrático, devido ao fato de que um partido único representa uma escolha única para o eleitor, não possuindo nenhuma outra opção. Embora muitas ditaduras tenham sido unipartidárias, isto não é uma necessidade, posto que existem  outras formas de ditadura, nas quais o poder político pode residir com uma outra instituição (no caso as Forcas Armadas ou uma instituição religiosa no caso do Islã) , que exerce sua autoridade sem ter em conta os partidos políticos ou eleições.

## Nações Unipartidárias

### Na Atualidade
- República Popular Democrática da Coreia (Partido dos Trabalhadores da Coreia) 1948[nota 1][1]
- República Popular da China (Partido Comunista Chinês) 1949
- República de Cuba (Partido Comunista de Cuba) 1959[2][3]
- República Popular Democrática do Laos (Partido Popular Revolucionário do Laos) 1975
- República Socialista do Vietnã (Partido Comunista do Vietnã) 1976
- Eritreia (Frente Popular pela Democracia e Justiça) 1993

### Antigos estados unipartidários
- Mongólia (Partido Revolucionário do Povo da Mongólia) 1921-1990
- União Soviética (Partido Comunista da União Soviética) 1922-1990
- Espanha (União Patriótica) 1923-1930
- Turquia (Partido Republicano do Povo) 1923-1945
- Reino de Itália (Partido Nacional Fascista) 1926-1943
- República Social Italiana (Partido Republicano Fascista) 1943-1945
- República da China (Kuomintang) 1928-1986
- Portugal (União Nacional) 1930-1970, (Acção Nacional Popular) 1970-1974
- República Dominicana (Partido Dominicano) 1930-1961
- Alemanha Nazista (Partido Nacional Socialista dos Trabalhadores Alemães) 1933-1945.
- Espanha (Falange espanhola Tradicionalista e das Juntas de Ofensiva Nacional Sindicalista) 1939-1958 (Movimiento Nacional) 1958-1975.
- Império do Japão (Associação de Assistência ao Regime Imperial) 1940-1945
- Albânia (Partido Trabalhista da Albânia) 1944-1992
- Bulgária (Partido Comunista Búlgaro) 1946-1990
- Paraguai (Partido Colorado) 1947-1962
- Brasil (Aliança Renovadora Nacional) 1966-1979[nota 2]
- Alemanha Oriental (Partido Socialista Unificado da Alemanha / Frente Nacional da Alemanha Democrática) 1949-1989
- Síria (Movimento de Libertação Árabe) 1952-1954
- Egito (União Nacional) 1953-1962 (União Árabe Socialista) 1962-1978
- República Árabe da Síria (Partido Baath) 1963-2012
- Eritreia (Frente Popular pela Democracia e Justiça) 1993
- Iraque (Partido Baath) 1968-2003
- Moçambique (Frente de Libertação de Moçambique) 1975-1990
- Angola (Movimento Popular de Libertação de Angola) 1975-1991
- Irã (Partido Rastakhiz) 1975-1978
- Afeganistão (Partido Democrático do Povo do Afeganistão) 1978-1992
- Granada (Movimento New Jewel) 1979-1983
- Turcomenistão (Partido Democrático do Turcomenistão) 1991-2012